# Zostera marina
Zostera marina é uma espécie de planta com flor pertencente à família Zosteraceae. 
A autoridade científica da espécie é L., tendo sido publicada em Species Plantarum 2: 968. 1753. Zostera marina (L.) é o primeiro dos angiospermas marinho a ser completamente sequenciado.

## Portugal
Trata-se de uma espécie presente no território português, nomeadamente em Portugal Continental.
Em termos de naturalidade é nativa da região atrás indicada.

## Protecção
Encontra-se protegida por legislação portuguesa ou da Comunidade Europeia, nomeadamente pelo Anexo I da Convenção sobre a Vida Selvagem e os Habitats Naturais na Europa.

## Pesquisa
A seqüência genética da Zostera marina revela idéias inovadoras para as perdas e os ganhos envolvidos na realização das adaptações estruturais, fisiológicas e genômicas necessárias para plantas com flores terrestres mudarem o seu estilo de vida para a vida marinha, indiscutivelmente a mudança de habitat mais severa realizada por algumas plantas com flores   Pesquisadores, usando tecnologia CRISPR/Cas, estão tentando transferir os genes responsáveis pela tolerância ao sal para outras plantas, em especial, o arroz.

## Alimentação
A planta é uma importante parte da alimentação tradicional da etnia Seris.